# كأس النرويج 1954
كأس النرويج 1954 (بالنرويجية: Norgesmesterskapet i fotball for menn 1954)‏ هو الموسم 49 من كأس النرويج. أشرف على تنظيمه اتحاد النرويج لكرة القدم، وفاز فيه نادي شايد.